# Episinus affinis
Episinus affinis là một loài nhện trong họ Theridiidae.
Loài này thuộc chi Episinus. Episinus affinis được Friedrich Wilhelm Bösenberg & Embrik Strand miêu tả năm 1906.

## Hình ảnh

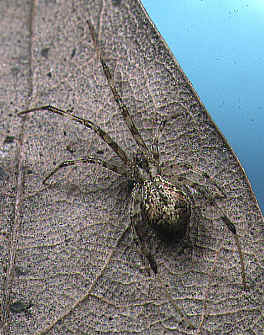
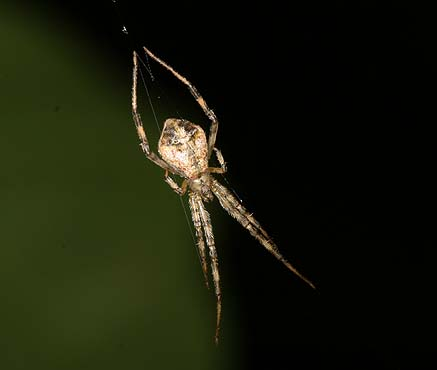